# Neobisium patrizii
Neobisium patrizii es una especie de arácnido del orden Pseudoscorpionida de la familia Neobisiidae.
Presenta las subespecies:
- Neobisium patrizii patrizii
- Neobisium patrizii romanum

## Distribución geográfica
Se encuentra en Italia.